# Сестра (меморіал)
«Сестра» — меморіал, що входить до «Зеленого поясу Слави». Розташований в гирлі річки Сестра, неподалік від Сестрорєцька (38 км Приморського шосе).

## Історія
Меморіал споруджено в 1966 році.
Архітектори Колосовський, Берлінерблау, художник Пейсіс.
Коли в 1969 році почав створюватися «Зелений пояс Слави» навколо Ленінграда, в Сестрорєцьку до нього увійшли вже створені два пам'ятники — «Сестра» та «Білий Острів» — там, де йшли запеклі бої на 38 і 39 км Приморського шосе, а також березова алея, яка проходила по лінії оборони.